# Baliarrain
Baliarrain è un comune spagnolo di 97 abitanti situato nella comunità autonoma dei Paesi Baschi.